# Grupo Lala
Grupo Lala, S.A.B. de C.V. è un'azienda casearia messicana fondata nel 1949 a Torreón, Coahuila, e con sede a Gómez Palacio, Durango. Dopo l'acquisizione nel 2009 dell'87,5% di National Dairy Farmers of America è una delle maggiori aziende lattiero-casearie del mondo.
Nel maggio 2021, il Grupo Lala ha annunciato l'intenzione di ritirare le proprie azioni dalla Borsa messicana, dove era entrata nel 2013, su richiesta di un gruppo di partner.

## Storia
Nel 1949 fu fondata a Coahuila, in Messico, la Cooperativa di Credito dei Produttori di Latte Torreón; nel 1950 fu creata Pasteurizadora Laguna, il primo impianto per la pastorizzazione e distribuzione di latticini. 
Fino al 1985, i soci della cooperativa furono istituiti come organizzazione a livello nazionale in Messico e fondarono l'associazione civile Fundación Lala, che distribuisce risorse di base alle aree emarginate del Messico. Nel 1987 costruirono il loro primo impianto di ultrapastorizzazione a Torreón, Coahuila.
Nel 1989, dopo le misure del governo messicano per debellare l'obesità, fu creata la Maratona Internazionale Lala, le cui risorse sono destinate alla sanità pubblica in Messico. 
Intorno al 1997, dopo la pubblicazione degli accordi delle Nazioni Unite per la riduzione del cambiamento climatico, venne fondata una fabbrica di imballaggi indipendente Tecnopak. 
Nel 2009, Grupo Lala ha acquistato National Dairy Holdings L.P. dai Produttori lattiero-caseari d'America.
Nell'agosto 2017, Grupo Lala ha acquisito la società lattiero-casearia brasiliana Vigor e la sua partecipazione in Itambé per 1,84 miliardi di dollari.

## Marchi
- Lala
- Yomi Lala
- Peti Zoo
- Bio4
- Lalacult
- Nutri Leche
- Los Volcanes
- Monarca
- Mileche
- Boreal
- Break
- Bio Balance
- Siluette
- Natural'es
- Las Puentes
- Borden
- Bell (quota di minoranza)
- Vigor

### Stati Uniti
- Borden (Texas, Louisiana)
- Coburg Dairy (South Carolina)
- Cream O'Weber (Utah)
- Dairy Fresh (Louisiana, Alabama, Mississippi)
- Dairymens (Ohio)
- Farmland (New Jersey)
- Clinton
- Special Request
- Welsh Farms
- Flav-O-Rich (Kentucky)
- Gilsa Dairy (Nebraska)
- Frusion
- La Creme
- Goldenrod (Kentucky)
- Meyer Dairy (Cincinnati)
- Promised Land (Texas)
- Sinton's (Colorado)
- Velda Farms (Florida)